# Actinodactylella blanchardi
Actinodactylella, Actinodactylellinae
Sous-famille
Genre
Espèce
Actinodactylella blanchardi, unique représentant du genre Actinodactylella et de la sous-famille des Actinodactylellinae, est une espèce de vers plats d'eau douce de la famille des Temnocephalidae.

## Systématique
Les noms valides complets (avec auteur) de ces taxons sont :
- pour la sous-famille : Actinodactylellinae Benham, 1901 ;
- pour l'unique genre de la sous-famille : Actinodactylella Haswell, 1893 ;
- pour l'unique espèce du genre : Actinodactylella blanchardi Haswell, 1893.

### Reclassements
Anciennement unique genre de la famille des Actinodactylellidae, Actinodactylella est maintenant dans la famille des Temnocephalidae, la famille des Actinodactylellidae ayant été reléguée en sous-famille des Actinodactylellinae.

### Synonymes
D'après World Register of Marine Species (3 janvier 2024) :
- Actinodactylellinae a pour synonyme Actinodactylellidae Benham, 1901, son ancien nom de famille ;
- Actinodactylella a pour synonyme Actinodactyla Haswell, 1893 ;
- Actinodactylella blanchardi a pour synonyme Actinodactylella haswelli Monticelli, 1898.